# 斗法 (相声)
《斗法》，又名《山东儿斗法》、《山东斗法》，是一传统叙事类单口相声，亦有對口相聲的改編版本，作品源自民间传说。

## 内容
内容讲述明朝初期，琉球国派道人前来进贡，明为进贡，实为斗法，谁赢谁为上邦，谁输谁为属国。山东屠户孙德龙酒醉误撕皇榜，演绎出一段和妖道斗法并最终取得胜利的故事。如斗法中猜哑谜一段，道人伸出一个手指，孙德龙伸出两个手指；道人伸出三个手指，孙德龙伸出五个手指；道人拍心口，孙拍脑袋。道人的解释是：“我伸一指是‘一佛顶礼’，他伸二指是‘二圣护身’；我伸三指是‘三皇治世’，他伸五指是‘五帝为君’：我拍胸口是‘佛在心头坐’，他拍脑袋是‘头上有青天’，”而孙德龙却是歪打正着，用的全是屠户本行的解释：“他伸一指是‘要买我一头猪’，我伸二指是‘买俩我也有’；他伸三指是‘要三十来斤的’，我伸五指是‘我那儿顶少也是五十来斤的’；他扪胸口是‘得带心肝肺’，我拍脑袋是‘甭说心肝肺，连猪头都是你的’。”